# Adriano Lualdi
Pour les articles homonymes, voir Lualdi.
Adriano Lualdi (Larino, 22 mars 1885 - Milan, 8 janvier 1971) est un compositeur et chef d'orchestre italien. Lualdi est un de ces artistes en Italie dont la réputation a souffert de son soutien à Benito Mussolini et au fascisme italien.

## Biographie
Il a été musicalement précoce et a été envoyé à Rome où il a étudié jusqu'en 1906 avec Stanislao Falchi à l'Académie nationale Sainte-Cécile. Il a ensuite étudié pendant un an en 1907 la composition avec Ermanno Wolf-Ferrari au conservatoire Benedetto Marcello de Venise et a présenté la cantate Attollite gentes. Jeune musicien, il a dirigé à La Fenice de Venise, au Teatro San Carlo de Naples. De 1907 à 1909 il a été l'adjoint de Tullio Serafin et, surtout, de Pietro Mascagni. En même temps il a écrit deux poèmes symphoniques L'albatro (1908) et La leggenda del vecchio marinaro (1910), et un opéra en un acte Le nozze di Haura (1908).
Stimulé par Mascagni, à partir du milieu des années 1920, il s'est consacré essentiellement à l'opéra, essayant de s'émanciper des sujets véristes et recherchant un théâtre de chambre. Il a écrit la plupart des livrets de ses opéras. Parmi les œuvres de ce genre, on trouve des opéras tout à fait réussis, comme Le furie di Arlecchino (« intermezzo giocoso per marionette viventi », sur un livret de lui et de L. Orsini (Milan, teatro Carcano, 1915) et Il diavolo nel campanile (« grottesco », Milan, la Scala, 1925).
En 1917, il a été impliqué dans un débat sur le nationalisme musical, qui s'est développé dans les pages de la Rivista Musicale Italiana et de Musica, ayant comme partenaires Giacomo Orefice et Giovanni Tebaldini. Lualdi soutenait l'anti-modernisme le plus intransigeant et a adopté une position fermée vis-à-vis des tendances internationalistes des musiciens de la génération des 80. En 1921, il a rejoint la Camerata italiana, alors fondée à Milan par Renzo Bossi, Alceo Toni et Giulio Cesare Paribeni, afin de promouvoir des concerts de musique de chambre d'auteurs italiens contemporains ayant une orientation stylistique modérée.
Dans les années 1920, Lualdi a entrepris une activité intense de critique musical pour divers journaux: en 1922 pour l’Ambrosiano et l'année suivante pour il Secolo, qu'il a quitté en 1927 pour La Sera. Il a aussi écrit le Viaggio musicale in Italia, Milan 1927, et le Viaggio musicale in Europa, Milan 1928. Il y critiquait la musique atonale, le dodécaphonisme, la polytonalité (Viaggio musicale in Italia, p. 49). En outre, il jugeait Arnold Schönberg comme une « nuisance tragique » (« tragico scocciatore ») et sa musique comme un « arte brutale e cinicamente perversa » (Viaggio musicale in Europa, p. 22). Il a été critique musical officiel du Giornale d'Italia de 1936 à 1942.
Adriano Lualdi a fait des séries de tournées de concerts à l'extérieur, en 1932 en Amérique du Sud, en 1933 en Union soviétique, en 1935 en Allemagne, en 1939 en France.
Partisan convaincu de l'Italie fasciste, Lualdi a organisé avec F. Alfano, M.E. Bossi et I. Pizzetti la « Mostra del Novecento musicale italiano » en 1927 à Milan, consacré à la musique du XIXe siècle en Italie, sous le patronage de Mussolini. Conçu avec l'intention de mettre en évidence les valeurs authentiques de la musique italienne, l'événement n'a connu qu'une seule édition, largement critiquée pour l'assemblage hétéroclite des musiques jouées. Lualdi a aussi organisé la première édition du Festival International de Musique à Venise en 1930, en complément de la Biennale de Venise.
En 1929, il a été élu au Parlement italien, comme représentant du Sindacato fascista dei musicisti et il a ensuite occupé la charge de conseiller national à la Camera dei fasci e delle corporazioni, en tant que membre du Consiglio della corporazione dello spettacolo, pour représenter les professionnels et les artistes (XXXe législature).
Il a ensuite dirigé le Conservatoire de Naples pendant huit ans (1936-1944) et, plus tard, le Conservatoire Cherubini de Florence (de 1947 à 1956).

## Œuvres

### Poèmes symphoniques
- L'albatro (1908)
- La leggenda del vecchio marinaio (1910)
- Samnium
- Suite « Adriatica » (1932)
- Africa (rapsodia coloniale) (1936)

### Opéras
- Le nozze di Haura, scène lyrique en un acte (1908, sur un livret de Luigi Orsini - révisé en 1913, l'opéra sera mis in scène pour la première fois au théâtre de l'Opéra de Rome en avril 1943, avec Tito Gobbi)
- Le furie di Arlecchino (10 mai 1915, Milan, Teatro Carcano, « intermezzo giocoso per marionette viventi », sur un livret de lui et de L. Orsini)
- Guerin Meschino, légende pour marionnettes en un acte (1920, Rome, teatro dei Piccoli di Podrecca), sur un livret de Giovanni Cavicchioli
- La figlia del re (18 mars 1922, Turin, Teatro Regio)
- Il diavolo nel campanile (22 avril 1925, Milan, la Scala, livret basé sur la nouvelle d'Edgar Allan Poe Le Diable dans le beffroi)
- La grançeola (10 septembre 1932, Venise).
- l’Albatro (1932)
- Lumawig e la saetta (23 janvier 1937, Rome; seconde version à Milan, 1956)
- La luna dei Caraibi (29 janvier 1953, Rome)
- Il testamento di Euridice opéra en quatre actes (diffusé par la RAI en 1962)

### Musiques de scène
- La figlia di Jorio de Gabriele d'Annunzio
- La fiaccola sotto il moggio de Gabriele d'Annunzio

### Autres
- Attollite gentes (Venise 1907), cantate sur un texte de A. Graf
- La rosa di Saaron, pour soprano, ténor, et orchestre (1927)
- Divertimento en ré majeur pour orchestre de chambre (1941)
- Quatuor à cordes en mi majeur
- Sonate pour violon et piano

### Livres
- Viaggio musicale in Italia, Milan, 1927
- Viaggio musicale in Europa, Milan, 1928
- Serate musicali, Milan, 1928
- Viaggio musicale nel Sud-America, Milan, 1934
- L'arte di dirigere l'orchestra, Milan, 1940
- Viaggio musicale nell'URSS, Milan, 1941
- L'arte della fuga di Giovanni Sebastiano Bach : con 40 esempi musicali e un piano schematico, 1955